# OFK Beograd
OFK Beograd (Servisch: ОФК Београд) is een Servische voetbalclub uit de hoofdstad Belgrado. OFK betekent letterlijk vertaald jeugdvoetbalclub, Beograd betekent Belgrado. De club werd in 1911 opgericht als BSK Beograd.

## Geschiedenis

### Joegoslavië
De eerste seizoenen van de Joegoslavische competitie was BSK er niet bij, toen werd de titel via het knock-outsysteem beslecht. De eerste reguliere competitie was er in 1927. BSK werd tweede achter Hajduk Split. Na nog enkele ereplaatsen werd de club in 1931 voor het eerst kampioen en nam de rol van Jugoslavija Beograd over als beste club van de hoofdstad. In 1933, 1935 en 1936 werd de titel ook binnen gehaald. Die laatste keer was volgens het knock-outsysteem en in de finale versloeg het nipt Slavija Sarajevo (1-1, 1-0). Na een tweede plaats in 1938 werd de club weer kampioen in 1939. Het laatste vooroorlogse seizoen in 1939 werd met een tweede plaats achter Gradanski Zagreb afgesloten.
Na de oorlog werd de naam in Metalac veranderd en haalde slechts middelmatige resultaten. In 1950 werd opnieuw de naam BSK aangenomen. Het beste resultaat kwam er in 1955 met de tweede plaats achter Hajduk. Twee jaar later werd de huidige naam OFK aangenomen. In het eerste seizoen degradeerde de club voor het eerst in de geschiedenis en kon na één seizoen terugkeren. In 1963 bereikte de club de halve finale van de Europacup II en verloor daar van Tottenham Hotspur. Het volgende seizoen werd de club weer tweede. De volgende seizoenen eindigden ze dan weer middelmatig en in 1968 eindigden ze op een degradatieplaats maar werden gered door de uitbreiding van de competitie van 16 naar 18 clubs. Daarna ging het beter: een vijfde plaats in 1970, vierde in 1971 en derde in 1972 en 1973.
Eind jaren 70 werden de resultaten weer minder en in 1979 volgde een degradatie. Ook deze keer kon de club na één seizoen terugkeren, en verbleef hier tot 1983. In 1985/86 keerde OFK weer voor één seizoen terug. In 1991 werd OFK opnieuw toegelaten tot de hoogste divisie omdat de Kroatische en Sloveense clubs zich uit de competitie terugtrokken. OFK was als derde geëindigd in de tweede klasse. De terugkeer werd wel met een vierde plaats gevierd. Vanaf 1992/93 was er niet meer veel over van Joegoslavië, enkel Servië en Montenegro bleven over. In 1996 degradeerde de club en keerde in 1998 terug. Sindsdien speelt de club onafgebroken in de hoogste klasse en in 2003 werd de club derde.

### Servië en Montenegro
In 2004 en 2005 werd de vierde plaats behaald. Vanaf nu werd ook in Servië en Montenegro gespeeld, Joegoslavië behoorde tot de verleden tijd. In 2005 verkocht de club Slobodan Rajković aan Chelsea FC voor 5,1 miljoen euro, een wereldrecordbedrag voor een speler onder de 18 jaar. Na het seizoen 2006 scheidde ook Montenegro zich van het land af en zette een eigen competitie op.

### Servië
In het eerste seizoen van de Servische competitie (seizoen 2006/07) eindigde de club als zevende en in het seizoen 2007/08 op de tiende plaats. In 2016 degradeerde de club. In 2017 volgde een tweede degradatie op rij.

## Erelijst
- Joegoslavisch landskampioen

1931, 1933, 1935, 1936, 1939
- Beker van Joegoslavië

Winnaar: 1953, 1955, 1962, 1966
- Beker van Servië & Montenegro

Finalist: 2006

## OFK Beograd in Europa
OFK Beograd speelt sinds 1927 in diverse Europese competities. Hieronder staan de competities en in welke seizoenen de club deelnam:
- Europa League (1x)

2010/11
- Europacup II (2x)

1962/63, 1966/67
- UEFA Cup (5x)

1971/72, 1972/73, 1973/74, 2005/06, 2006/07
- Intertoto Cup (3x)

2003, 2004, 2008
- Jaarbeursstedenbeker (3x)

1963/64, 1964/65, 1968/69
- Mitropacup (7x)

1927, 1928, 1938, 1939, 1940, 1960, 1964

## Bekende (oud-)spelers
- Alexandar Bajevski
- Petar Borota
- Dušan Drašković
- Dejan Dražić
- Milan Gajić
- Branislav Ivanović
- Nenad Jestrović
- Aleksandar Kolarov
- Mitar Mrkela
- Slavoljub Muslin
- Nemanja Pejčinović
- Ilija Petković
- Dejan Stefanović
- Aleksandar Živković

### Internationals
De navolgende Europese voetballers kwamen als speler van OFK Beograd (of een van de voorgangers van de club) uit voor een vertegenwoordigend A-elftal. Tot op heden is Blagoje Marjanović de speler met de meeste interlands achter zijn naam. Hij kwam als speler van OFK Beograd – destijds Beogradski SK geheten – in totaal 57 keer (36 goals) uit voor het Joegoslavische nationale elftal in de periode 1926-1938.
| Naam                 | Van        | Tot        | Totaal | Nationaal elftal     |
| -------------------- | ---------- | ---------- | ------ | -------------------- |
| Sava Antić           | 22.04.1956 | 23.12.1956 | 5      | Joegoslavië          |
| Milorad Arsenijević  | 10.04.1927 | 13.12.1936 | 52     | Joegoslavië          |
| Stefan Babović       | 24.11.2007 | 24.11.2007 | 1      | Servië               |
| Marko Baša           | 08.06.2005 | 08.06.2005 | 1      | Servië en Montenegro |
| Slobodan Batričević  | 30.03.1983 | 30.03.1983 | 1      | Joegoslavië          |
| Ivica Bek            | 15.05.1927 | 15.05.1927 | 1      | Joegoslavië          |
| Jovan Beleslin       | 12.11.1939 | 12.11.1939 | 1      | Joegoslavië          |
| Nikola Beljić        | 07.04.2010 | 07.04.2010 | 1      | Servië               |
| Radivoj Božić        | 25.12.1934 | 25.12.1934 | 1      | Joegoslavië          |
| Vladimir Božović     | 24.03.2007 | 03.06.2007 | 3      | Montenegro           |
| Vojin Božović        | 06.09.1936 | 23.03.1941 | 8      | Joegoslavië          |
| Srdjan Čebinac       | 18.03.1964 | 18.03.1964 | 1      | Joegoslavië          |
| Jovan Cokić          | 02.11.1952 | 02.11.1952 | 1      | Joegoslavië          |
| Saša Ćurčić          | 30.10.1991 | 30.10.1991 | 1      | Joegoslavië          |
| Sreten Davidović     | 16.01.1953 | 16.01.1953 | 1      | Joegoslavië          |
| Petar Divić          | 28.06.2001 | 04.07.2001 | 2      | Joegoslavië          |
| Ljubiša Đorđević     | 06.05.1928 | 02.10.1931 | 5      | Joegoslavië          |
| Milorad Dragićević   | 03.10.1926 | 06.05.1928 | 2      | Joegoslavië          |
| Prvoslav Dragićević  | 18.05.1939 | 22.09.1940 | 6      | Joegoslavië          |
| Ernest Dubac         | 03.04.1938 | 23.03.1941 | 14     | Joegoslavië          |
| Franjo Glaser        | 06.08.1933 | 13.12.1936 | 13     | Joegoslavië          |
| Svetislav Glišović   | 05.06.1932 | 14.04.1940 | 21     | Joegoslavië          |
| Boban Grnčarov       | 30.12.2001 | 08.09.2002 | 6      | Montenegro           |
| Dragan Gugleta       | 04.09.1965 | 06.11.1966 | 8      | Joegoslavië          |
| Radiša Ilić          | 06.02.2008 | 06.02.2008 | 1      | Servië               |
| Branislav Ivanović   | 08.06.2005 | 08.06.2005 | 1      | Servië en Montenegro |
| Aleksandar Jevtić    | 14.12.2008 | 14.12.2008 | 1      | Servië               |
| Stanoje Jocić        | 02.11.1952 | 16.01.1953 | 2      | Joegoslavië          |
| Đorđe Jokić          | 11.07.2004 | 13.07.2004 | 2      | Servië en Montenegro |
| Miodrag Jovanović    | 15.06.1930 | 04.10.1931 | 3      | Joegoslavië          |
| Oļegs Karavajevs     | 12.08.1992 | 09.06.1993 | 9      | Letland              |
| Bruno Knežević       | 03.04.1938 | 03.04.1938 | 1      | Joegoslavië          |
| Andrija Kojić        | 02.09.1920 | 02.09.1920 | 1      | Joegoslavië          |
| Miloš Kolaković      | 28.04.2004 | 13.07.2004 | 3      | Servië en Montenegro |
| Srboljub Krivokuća   | 19.04.1959 | 07.05.1961 | 2      | Joegoslavië          |
| Gustav Lechner       | 17.06.1935 | 03.11.1940 | 29     | Joegoslavië          |
| Petar Manola         | 07.05.1939 | 23.03.1941 | 9      | Joegoslavië          |
| Sava Marinković      | 06.05.1928 | 15.06.1930 | 3      | Joegoslavië          |
| Blagoje Marjanović   | 28.06.1926 | 03.04.1938 | 57     | Joegoslavië          |
| Nikola Marjanović    | 30.04.1933 | 30.04.1933 | 1      | Joegoslavië          |
| Frane Matošić        | 08.05.1938 | 12.11.1939 | 7      | Joegoslavië          |
| Predrag Marković     | 17.10.1954 | 17.10.1954 | 1      | Joegoslavië          |
| Dragoslav Mihajlović | 15.06.1930 | 27.07.1930 | 4      | Joegoslavië          |
| Milorad Mitrović     | 29.05.1928 | 01.01.1935 | 3      | Joegoslavië          |
| Mitar Mrkela         | 17.11.1982 | 17.11.1982 | 1      | Joegoslavië          |
| Srđan Mrkušić        | 23.03.1941 | 23.03.1941 | 1      | Joegoslavië          |
| Dragutin Najdanović  | 06.05.1928 | 17.07.1930 | 4      | Joegoslavië          |
| Milorad Nikolić      | 31.03.1940 | 23.03.1941 | 3      | Joegoslavië          |
| Nemanja Nikolić      | 25.05.2012 | 25.05.2012 | 1      | Montenegro           |
| Mitar Novaković      | 12.09.2007 | 31.05.2008 | 4      | Montenegro           |
| Angelko Panov        | 21.08.2002 | 21.08.2002 | 1      | Macedonië            |
| Adolf Percl          | 28.06.1926 | 10.04.1927 | 3      | Joegoslavië          |
| Dušan Petković       | 13.12.2000 | 04.07.2001 | 8      | Joegoslavië          |
| Ilija Petković       | 24.04.1968 | 13.05.1973 | 35     | Joegoslavië          |
| Ján Podhradský       | 06.09.1938 | 06.09.1938 | 1      | Joegoslavië          |
| Petar Radenković     | 28.11.1956 | 23.12.1956 | 3      | Joegoslavië          |
| Dejan Rađenović      | 14.01.2001 | 04.07.2001 | 4      | Joegoslavië          |
| Predrag Radovanović  | 19.04.1931 | 19.04.1931 | 1      | Joegoslavië          |
| Janko Rodin          | 03.10.1926 | 03.10.1926 | 1      | Joegoslavië          |
| Kęstutis Ruzgys      | 11.07.1992 | 20.07.1992 | 3      | Litouwen             |
| Spasoje Samardžić    | 16.09.1962 | 19.10.1966 | 26     | Joegoslavië          |
| Božidar Sandić       | 13.10.1946 | 13.10.1946 | 1      | Joegoslavië          |
| Slobodan Santrač     | 01.06.1966 | 17.04.1974 | 8      | Joegoslavië          |
| Bojan Šaranov        | 03.06.2011 | 03.06.2011 | 1      | Servië               |
| Vasilije Šijaković   | 17.11.1957 | 13.06.1962 | 11     | Joegoslavië          |
| Nikola Simić         | 02.09.1920 | 02.09.1920 | 1      | Joegoslavië          |
| Josip Skoblar        | 07.05.1961 | 07.10.1967 | 32     | Joegoslavië          |
| Kuzman Sotirović     | 06.05.1928 | 29.05.1928 | 2      | Joegoslavië          |
| Ljubiša Spajić       | 07.09.1950 | 02.09.1951 | 3      | Joegoslavië          |
| Dragoslav Stepanović | 08.04.1970 | 13.05.1973 | 32     | Joegoslavië          |
| Ivan Stevanović      | 24.11.2007 | 24.11.2007 | 1      | Servië               |
| Saša Stevanović      | 16.01.2001 | 06.10.2001 | 4      | Joegoslavië          |
| Iva Stevović         | 10.09.1933 | 10.10.1937 | 4      | Joegoslavië          |
| Đorđe Stojiljković   | 31.03.1940 | 22.09.1940 | 3      | Joegoslavië          |
| Slavko Šurdonja      | 10.09.1933 | 10.09.1933 | 1      | Joegoslavië          |
| Lazar Tasić          | 02.11.1952 | 16.01.1953 | 2      | Joegoslavië          |
| Aleksandar Tirnanić  | 06.10.1929 | 31.03.1940 | 50     | Joegoslavië          |
| Dragomir Tošić       | 03.08.1930 | 24.09.1933 | 11     | Joegoslavië          |
| Veseljko Trivunović  | 17.11.2010 | 07.06.2011 | 5      | Servië               |
| Svetislav Valjarević | 03.10.1937 | 23.03.1941 | 7      | Joegoslavië          |
| Dragoslav Virić      | 15.03.1931 | 19.04.1931 | 2      | Joegoslavië          |
| Đorđe Vujadinović    | 06.10.1929 | 03.11.1940 | 44     | Joegoslavië          |
| Todor Živanović      | 03.09.1950 | 22.11.1950 | 5      | Joegoslavië          |
| Jovan Živković       | 15.06.1930 | 15.06.1930 | 1      | Joegoslavië          |